# Живинарство
Живинарство или перадарство је грана сточарства која се бави узгојем ситне живине са циљем добијања меса, перја и јаја.
У оквиру живинарства узгајају се:
- кокошке
- петлови
- гуске
- патке
- лабудови
- фазани
- паунови
- нојеви
- емуи итд.

Најповољнији услови за перадарство су у оквиру сеоских заједница где има доста хране и у приградским зонама.